# Дзумпано
Дзумпа̀но (на италиански: Zumpano, на местен диалект Zumpànu, Дзумпану) е село и община в Южна Италия, провинция Козенца, регион Калабрия. Разположено е на 409 m надморска височина. Населението на общината е 2413 души (към 2010 г.).